# Phyllachora kyllingae
Phyllachora kyllingae är en svampart som beskrevs av Chardón 1932. Phyllachora kyllingae ingår i släktet Phyllachora och familjen Phyllachoraceae.   Inga underarter finns listade i Catalogue of Life.